# ノルウェーの県
ノルウェーは15の県（ノルウェー語: fylke、複数形:fylker）に分かれる。県はノルウェーにおいて第1級の地方行政区画であり、県の下には431の基礎自治体（kommune、複数形kommuner）がある。首都のオスロは県と基礎自治体の両方を兼ねている。ノルウェーの領土にはスヴァールバル諸島とヤン・マイエン島および属領（ブーベ島など）があるが、県には含まれない。

## 概要
1919年にそれまで第一級行政区画であったAmtを置き換える形で設置された。当時は20県であったが、1972年1月1日にベルゲン市がホルダラン県に編入され19県となった。
政府は2017年に県の削減を決定し、2020年1月1日に18県が11県に再編された。しかし一部の地域では強制的な合併に反発が高まり、ヴィーケン県、ヴェストフォル・オ・テレマルク県、トロムス・オ・フィンマルク県の3県の県議会は相次いで分割を決定した。2022年6月14日にストーティングは前述の3県の分割を承認し、2024年1月1日に15県となった。

## 県番号
各県には県番号が割り当てられており、ISOの地理コードISO 3166-2:NOの番号も同じ番号が使われている。番号は南東のスウェーデンとの国境から北東のロシアとの国境までの順に並んでいる。欠番はいずれも割り当てられていた県（および同格の行政体）が合併等により消滅したためである。また30番以降は新たに追加されたものであり、伝統的な順番ではない。
- 01.  エストフォル県（2020年廃止）
- 02.  アーケシュフース県（2020年廃止）
- 03.  オスロ
- 04.  ヘードマルク県（2020年廃止）
- 05.  オップラン県（2020年廃止）
- 06.  ブスケルー県（2020年廃止）
- 07.  ヴェストフォル県（2020年廃止）
- 08.  テレマルク県（2020年廃止）
- 09.  アウスト・アグデル県（2020年廃止）
- 10.  ヴェスト・アグデル県（2020年廃止）
- 11.  ローガラン県
- 12.  ホルダラン県（2020年廃止）
- 13.  ベルゲン（1972年廃止）
- 14.  ソグン・オ・フィヨーラネ県（2020年廃止）
- 15.  ムーレ・オ・ロムスダール県
- 16.  ソール・トロンデラーグ県（2018年廃止）
- 17.  ヌール・トロンデラーグ県（2018年廃止）
- 18.  ヌールラン県
- 19.  トロムス県（2020年廃止）
- 20.  フィンマルク県（2020年廃止）
- 30.  ヴィーケン県（2024年廃止）
- 31.  エストフォル県
- 32.  アーケシュフース県
- 33.  ブスケルー県
- 34.  インランデ県
- 38.  ヴェストフォル・オ・テレマルク県（2024年廃止）
- 39.  ヴェストフォル県
- 40.  テレマルク県
- 42.  アグデル県
- 46.  ヴェストラン県
- 50.  トロンデラーグ県
- 54.  トロムス・オ・フィンマルク県（2024年廃止）
- 55.  トロムス県
- 56.  フィンマルク県

## 政治
各県にはStatsforvalterとFylkesordførerと呼ばれる役職が設置されている。日本語ではどちらも「県知事」と訳されることがある。
- Statsforvalterは県における国の代表者で、国王が評議会で指名する。中央政府と地方を繋ぐ役割を持ち、地方自治体の監督や政策実行の補助を行う。地方自治体省に属している。なおオスロとアーケシュフース県（かつてはヴィーケン県）の知事は兼任である。かつてはfylkesmannと呼ばれていたが、2021年により現在の呼び方になった[9]。
- Fylkesordførerは県議会が選出する行政の最高責任者である。県議会議長が兼任している。

スヴァールバル諸島にも外務省管轄下の知事（Sysselmester）が置かれる。ヤン・マイエン島はヌールラン県の知事が管轄している。

## 一覧
以下にノルウェーの県と県庁所在地の一覧を示す。
| 番号 | 県名                       | ノルウェー語    | 県庁所在地                      | 面積 (km2) | 人口 (2023) | 自治体数 |
| ---- | -------------------------- | --------------- | ------------------------------- | ---------- | ----------- | -------- |
| 03   | オスロ                     | Oslo            | -                               | 454.12     | 709,037     | 01       |
| 11   | ローガラン県               | Rogaland        | スタヴァンゲル                  | 9,377.21   | 492,350     | 23       |
| 15   | ムーレ・オ・ロムスダール県 | Møre og Romsdal | モルデ                          | 14,355.63  | 268,365     | 26       |
| 18   | ヌールラン県               | Nordland        | ボードー                        | 38,154.64  | 241,084     | 41       |
| 31   | エストフォル県             | Østfold         | サルプスボルグ                  | 4,004.20   | 309,161     | 12       |
| 32   | アーケシュフース県         | Akershus        | オスロ                          | 5,609.52   | 713,076     | 21       |
| 33   | ブスケルー県               | Buskerud        | ドランメン                      | 14,978.82  | 270,004     | 18       |
| 34   | インランデ県               | Innlandet       | ハーマル リレハンメル           | 52,072.08  | 373,628     | 46       |
| 39   | ヴェストフォル県           | Vestfold        | トンスベルグ                    | 2,167.65   | 253,555     | 6        |
| 40   | テレマルク県               | Telemark        | シーエン                        | 15,298.16  | 175,546     | 17       |
| 42   | アグデル県                 | Agder           | クリスチャンサン アーレンダール | 16,434.12  | 305,244     | 25       |
| 46   | ヴェストラン県             | Vestland        | ベルゲン ライカンゲル           | 33,870.99  | 634,269     | 43       |
| 50   | トロンデラーグ県           | Trøndelag       | スタインシャー                  | 42,201.59  | 464,060     | 38       |
| 55   | トロムス県                 | Troms           | トロムソ                        | 26,189.43  | 168,340     | 21       |
| 56   | フィンマルク県             | Finnmark        | ヴァドソー                      | 48,637.43  | 74,112      | 18       |

### 2020年 - 2023年

2020年から2023年までの県

2020年1月1日から2023年12月31日までは11県に分けられていた。
| 番号 | 県名                             | ノルウェー語                                                         | 県庁所在地                                                       | 面積 (km2) | 人口 (2019) | 2020年の合併前                                                  |
| ---- | -------------------------------- | -------------------------------------------------------------------- | ---------------------------------------------------------------- | ---------- | ----------- | --------------------------------------------------------------- |
| 3    | オスロ                           | Oslo                                                                 | -                                                                | 454.12     | 681,071     | 変更なし                                                        |
| 11   | ローガラン県                     | Rogaland                                                             | スタヴァンゲル                                                   | 9,377.10   | 475,654     | 変更なし                                                        |
| 15   | ムーレ・オ・ロムスダール県       | Møre og Romsdal                                                      | モルデ                                                           | 14,355.62  | 265,392     | 変更なし                                                        |
| 18   | ヌールラン県                     | Nordland                                                             | ボードー                                                         | 38,154.62  | 243,385     | 変更なし                                                        |
| 30   | ヴィーケン県                     | Viken                                                                | オスロ ドランメン（県議会所在地） サルプスボルグ（一部行政機能） | 24,592.59  | 1,204,723   | エストフォル県 アーケシュフース県 ブスケルー県                  |
| 34   | インランデ県                     | Innlandet                                                            | ハーマル リレハンメル                                            | 52,072.44  | 386,951     | ヘードマルク県 オップラン県                                     |
| 38   | ヴェストフォル・オ・テレマルク県 | Vestfold og Telemark                                                 | シーエン トンスベルグ（県知事所在地）                            | 17,465.92  | 424,396     | ヴェストフォル県 テレマルク県                                   |
| 42   | アグデル県                       | Agder                                                                | クリスチャンサン アーレンダール                                  | 16,434.12  | 305,244     | アウスト・アグデル県 ヴェスト・アグデル県                       |
| 46   | ヴェストラン県                   | Vestland                                                             | ベルゲン ライカンゲル                                            | 33,870.99  | 634,269     | ホルダラン県 ソグン・オ・フィヨーラネ県                         |
| 50   | トロンデラーグ県                 | Trøndelag                                                            | スタインシャー                                                   | 42,201.59  | 464,060     | ソール・トロンデラーグ県 ヌール・トロンデラーグ県（2018年合併） |
| 54   | トロムス・オ・フィンマルク県     | Troms og Finnmark（ブークモール） Romsa ja Finnmárku（ニーノシュク） | トロムソ ヴァドソー                                              | 74,829.68  | 243,067     | トロムス県 フィンマルク県                                       |

### 2018年 - 2019年

ノルウェーの県（2018年時点）

2018年にトロンデラーグ県が発足した当時の県の一覧。
| 番号 | 県名                              | ノルウェー語     | 県庁所在地                            | ノルウェー語          | 面積 (km2) | 人口 (2018) |
| ---- | --------------------------------- | ---------------- | ------------------------------------- | --------------------- | ---------- | ----------- |
| 1    | エストフォル県 東フォル県         | Østfold          | サルプスボルグ                        | Sarpsborg             | 4,182      | 295,420     |
| 2    | アーケシュフース県                | Akershus         | オスロ                                | Oslo                  | 4,918      | 614,026     |
| 3    | オスロ                            | Oslo             | -                                     | -                     | 454        | 673,469     |
| 4    | ヘードマルク県                    | Hedmark          | ハーマル                              | Hamar                 | 27,397     | 196,966     |
| 5    | オップラン県                      | Oppland          | リレハンメル                          | Lillehammer           | 25,192     | 189,870     |
| 6    | ブスケルー県                      | Buskerud         | ドランメン                            | Drammen               | 14,910     | 281,769     |
| 7    | ヴェストフォル県 西フォル県       | Vestfold         | トンスベルグ                          | Tønsberg              | 2,224      | 249,058     |
| 8    | テレマルク県                      | Telemark         | シーエン                              | Skien                 | 15,299     | 173,391     |
| 9    | アウスト・アグデル県 東アグデル県 | Aust-Agder       | アーレンダール                        | Arendal               | 9,157      | 117,222     |
| 10   | ヴェスト・アグデル県 西アグデル県 | Vest-Agder       | クリスチャンサン                      | Kristiansand          | 7,276      | 186,532     |
| 11   | ローガラン県                      | Rogaland         | スタヴァンゲル                        | Stavanger             | 9,378      | 473,526     |
| 12   | ホルダラン県                      | Hordaland        | ベルゲン                              | Bergen                | 15,460     | 522,539     |
| 14   | ソグン・オ・フィヨーラネ県        | Sogn og Fjordane | ライカンゲル                          | Leikanger             | 18,623     | 110,230     |
| 15   | ムーレ・オ・ロムスダール県        | Møre og Romsdal  | モルデ                                | Molde                 | 15,121     | 266,856     |
| 18   | ヌールラン県                      | Nordland         | ボードー                              | Bodø                  | 38,456     | 243,335     |
| 19   | トロムス県                        | Troms            | トロムソ                              | Tromsø                | 25,877     | 166,499     |
| 20   | フィンマルク県                    | Finnmark         | ヴァドソー                            | Vadsø                 | 48,618     | 76,167      |
| 50   | トロンデラーグ県                  | Trøndelag        | スタインシャー トロンハイム（事実上） | Steinkjer (Trondheim) | 38,618     | 458,744     |

- 13番 - ベルゲン（県と同格の基礎自治体） - 1972年にホルダラン県へ編入。
- 16番 -  ソール・トロンデラーグ県（または南トロンデラーグ県）  - 2018年に南北トロンデラーグ県が合併し、トロンデラーグ県が発足。
- 17番 -  ヌール・トロンデラーグ県（または北トロンデラーグ県） - 同上。